# Худењице
Худењице (чеш. Chudenice) је насељено мјесто са административним статусом варошице (чеш. městys) у округу Клатови, у Плзењском крају, Чешка Република.

## Становништво
Према подацима о броју становника из 2014. године насеље је имало 749 становника.